# Ed van Westerloo
Edmundus Johannes Wilhelmus (Ed) van Westerloo (Amsterdam, 17 juni 1938 – Amersfoort, 7 juli 2019) was journalist, redacteur, hoofdredacteur en bestuurder bij de Nederlandse omroep. Hij interviewde in 1993 prins Willem-Alexander.

## Biografie
Van Westerloo kwam uit de Amsterdamse Pijp waar zijn vader een sigarenzaak had. Hij volgde de hbs aan het Sint Ignatiuscollege te Amsterdam. Hier deed hij zijn interesse voor journalistiek op. Vervolgens volgde hij een opleiding journalistiek aan de faculteit politieke en sociale wetenschappen van de Universiteit van Amsterdam.
Van Westerloo begon zijn carrière in 1958 als journalist bij het Algemeen Nederlands Persbureau, waarvoor hij in 1962 correspondent in Nieuw-Guinea werd. In 1964 ging hij naar het actualiteitenprogramma Brandpunt. Hij maakte reportages over de oorlog in Vietnam en een reportage over Nieuw-Guinea in het voor dit land cruciale jaar 1968. Hij maakte samen met Aad van den Heuvel het opzienbarende interview met president Soekarno. Zij waren het paleis binnengedrongen en namen Soekarno een informeel interview af. Dit was het laatste Nederlandse interview met Soekarno voordat deze werd afgezet. In 1976, inmiddels hoofdredacteur van Brandpunt, stapte hij over naar het NOS Journaal, waar hij eveneens hoofdredacteur werd. Hij veranderde het NOS Journaal van een doorgeefluik van feiten naar een duider van het nieuws. Voorts kwam het Jeugdjournaal onder hem tot stand. In 1978 werd hij hoofdredacteur van Den Haag Vandaag.
Op 1 april 1985 volgde Van Westerloo Carel Enkelaar op als hoofd Dienst Televisieprogramma van de NOS. Onder zijn leiding werd Nederland 3 geïntroduceerd, en met Nederland 3 de zogenaamde netidentiteit, een concept dat nog jarenlang weerstand vanuit de omroepen kreeg. In de functie van directeur televisie interviewde hij in 1993 prins Willem-Alexander over diens voorbereiding op het koningschap. Het kwam hem op flinke kritiek te staan; het werd te gedienstig gevonden.
Van Westerloo bekleedde verschillende functies tot hij in 1994 bij de NOS vertrok als directeur televisie. Hij stond een van de overheid onafhankelijke omroep voor. Toen de Tweede Kamer de plannen om de NOS en de NPS te splitsen goedkeurde, was dat voor hem reden om zijn contract te ontbinden.
Bij zijn afscheid waarschuwde hij voor de vergrote commerciële druk op de publieke omroepen. In die tijd kwamen de commerciële omroepen RTL Veronique en FilmNet op en begon het commerciële gevecht om de grote evenementen. 
Na zijn pensioen bekleedde hij enkele functies bij de European Broadcasting Union. In 1996 werd hij, "eerst deeltijds, het laatste jaar meer dan voltijds", algemeen directeur van FORTO 2000, de organisatie die met 144 cameras wereldwijd de omroepen van beelden van het Europees kampioenschap voetbal 2000 voorzag.

## Publicaties
- Prins Claus: 1926-2002: Omstreden - Verguisd - Geliefd - Betreurd (2002), ISBN 90-12-09256-6
- We hoeven er niet aan te verdienen: De geschiedenis van de miljoenendans om de uitzendrechten van voetbalwedstrijden (2004), ISBN 90-77072-82-9

## Wetenswaardigheden
- Ed van Westerloo was officier in de Orde van Oranje-Nassau.
- Ed van Westerloo was de oudere broer van Fons van Westerloo, bestuurder van onder meer RTL Nederland, en van Gerard van Westerloo, die voor onder meer Vrij Nederland schreef.